# Pégase (poisson)
Pour les articles homonymes, voir Pégase (homonymie) et Pegasus.
Eurypegasus draconis · Petit poisson-dragon, Dragon de mer, Pégase
Espèce
Statut de conservation UICN

 LC  : Préoccupation mineure
Eurypegasus draconis, communément nommé Pégase ou Petit poisson-dragon entre autres noms vernaculaires, est une espèce de poissons marins de la famille des Pegasidae.

## Répartition
Le Petit poisson-dragon est présent dans les eaux tropicales de l'Indo-Pacifique, mer Rouge incluse.

## Description
Le pégase atteint une taille n’excédant pas les 10 cm de long. C'est un poisson tropical plat.
Son corps est « cuirassé » et ses nageoires pectorales s'étendent comme des ailes. Ces dernières sont bleu-verdâtre. Le corps trapu, brun pâle et parsemé de taches blanches, est recouvert de plaques osseuses disposées en cercles concentriques.
Sa tête, en vue de dessus, est allongée et triangulaire. Ses yeux sont grands et sa bouche, placée sous la tête, est très petite.

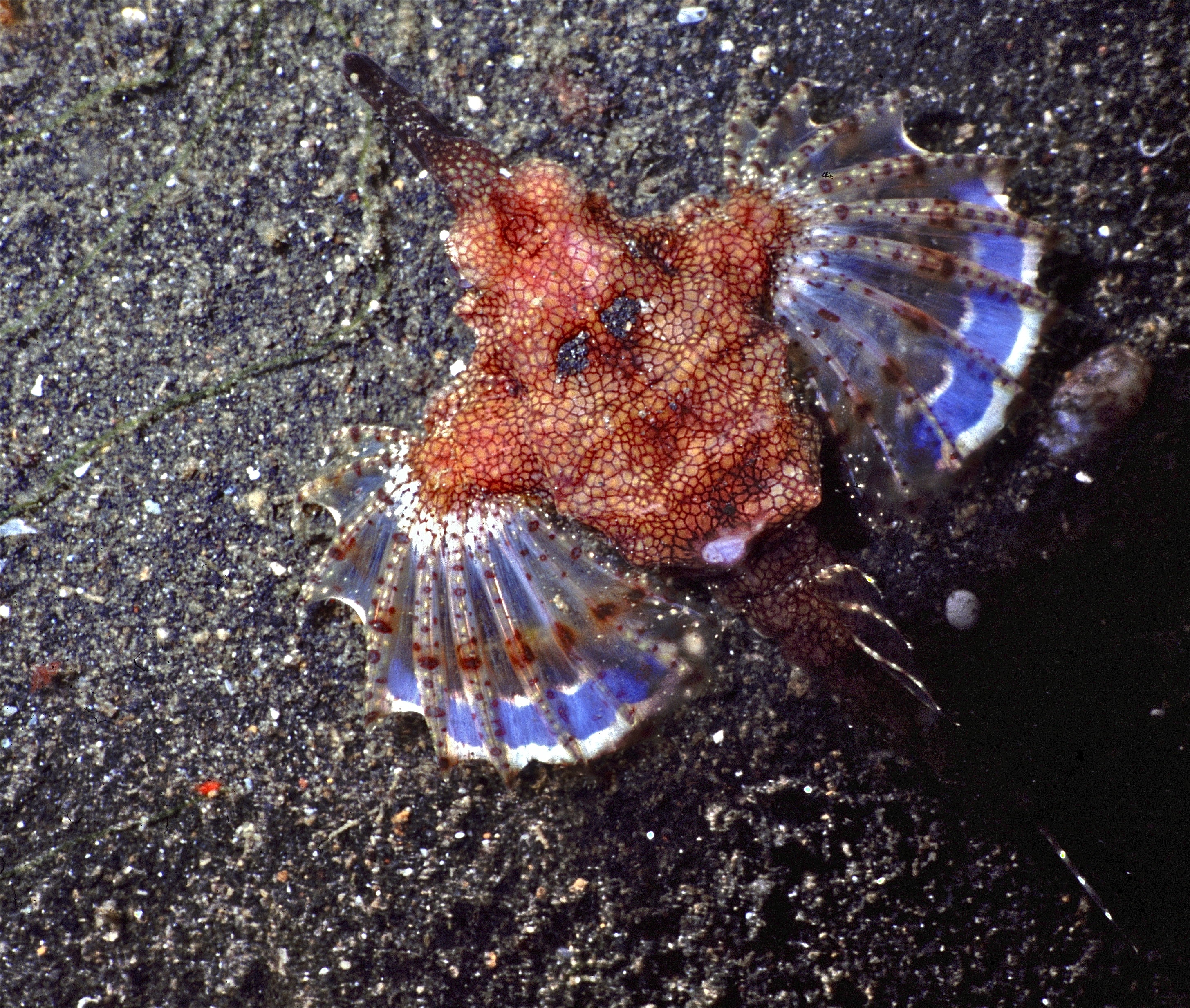
Eurypegasus draconis (Sulawesi, Indonésie).
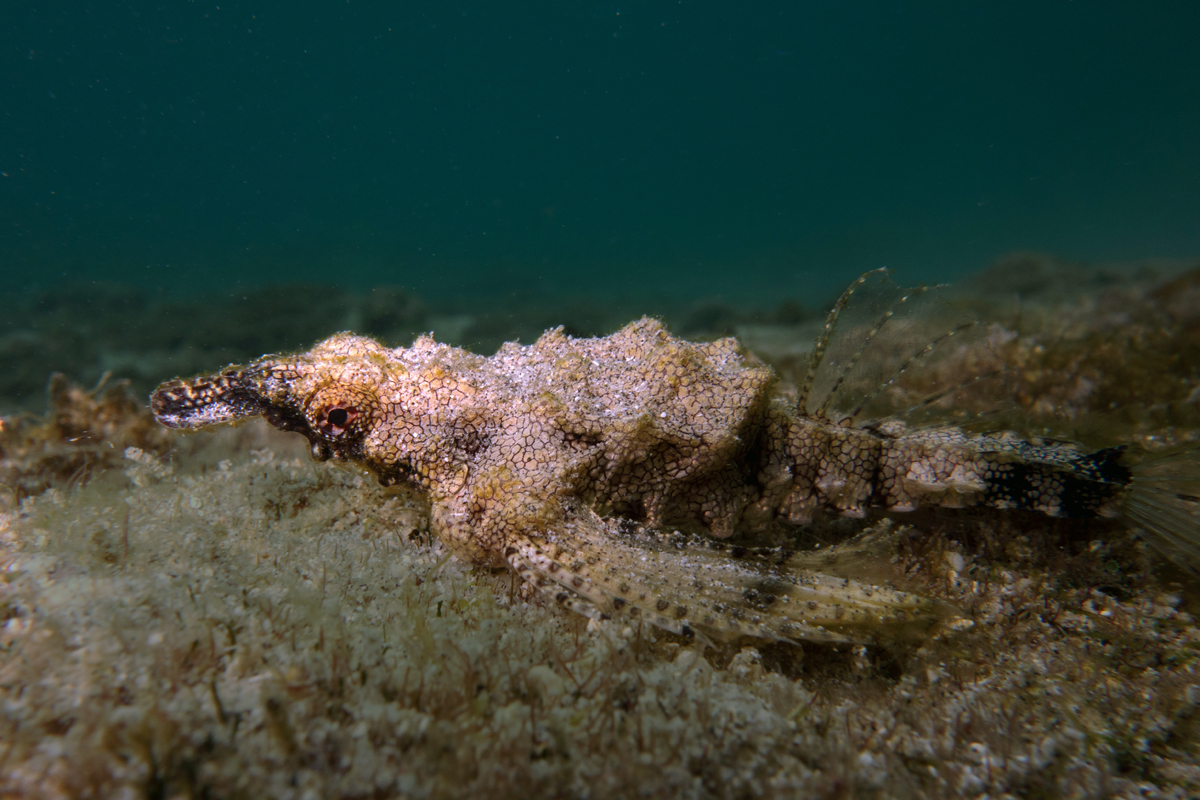
De profil à La Réunion.
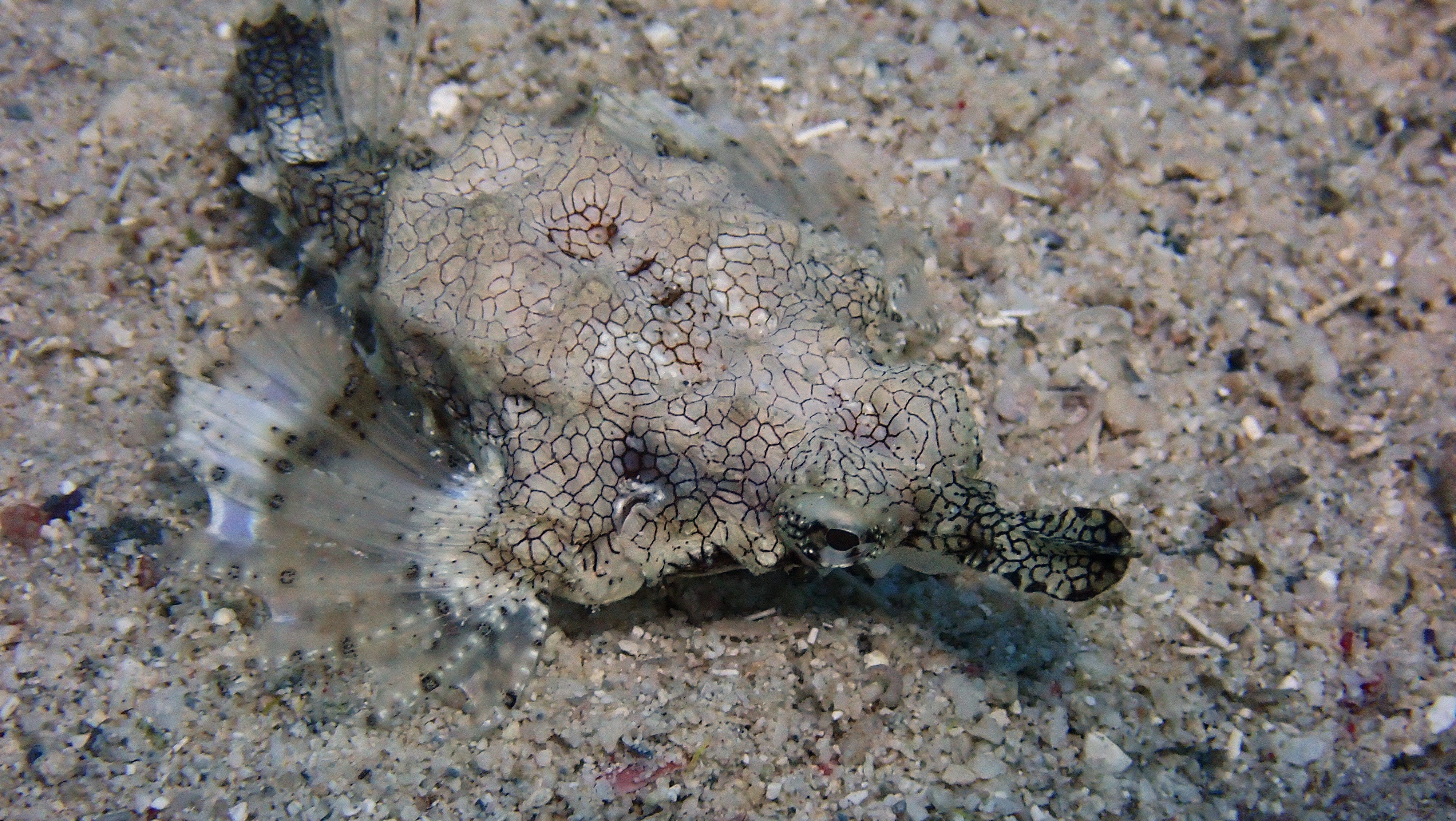
Pégase (Passe en S, Mayotte)

## Écologie

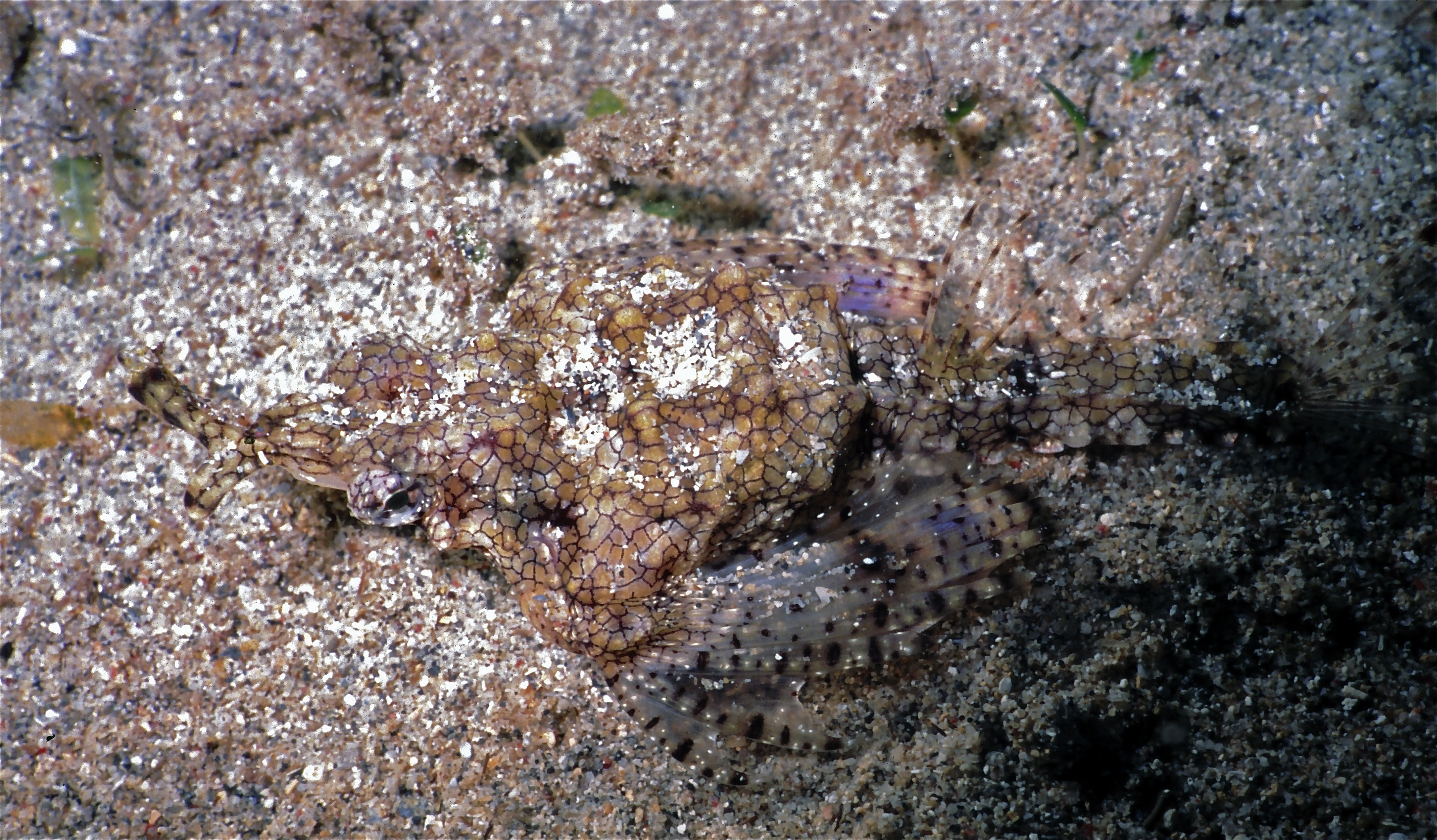
Pet it poisson-dragon camouflé sur le sable (Sulawesi, Indonésie)

Cette espèce affectionne les fonds sableux, graveleux, constitués de débris de coquilles ou vaseux. Le petit poisson-dragon enterre partiellement son corps dans ces substrats le rendant difficile à observer.